# King Bigs
King Bigs, (nascido na Charneca da Caparica, c. 1988), é um rapper português, natural do concelho de Almada. Cresceu e viveu parte da sua vida em Londres, Reino Unido onde conhecera David Mota, conhecido como Mota Jr onde se estreara musicalmente com o single Como é que Tamos?! em 2019. 
Pouco se sabe sobre o artista, visto que dera poucas entrevistas de expedição pública. Nestas, abordara temas como o panorâma do hip-hop português atual, destacando-se no programa Conversas do Sul da RTP Áfricaem agosto de 2022.  King Bigs criara também o movimento Trabajo o Abajo Gang / Monte Kapta. 

## Discografia

### Singles
| Título                            | Detalhes                                                                                               |
| --------------------------------- | --- |
| Tipo de Vida                      | Lançamento: 7 de outubro de 2018 Gravadora: Independente Formatos: Download digital, Streaming         |
| Como é que Tamos?!(feat. Mota Jr) | Lançamento: 30 de setembro de 2019 Gravadora: Thumb Media Music Formatos: Download digital, Streaming  |
| Biggie Biggie Biggie              | Lançamento: 18 de julho de 2020 Gravadora: Sony Music Portugal Formatos: Download digital, Streaming   |
| Freestyle                         | Lançamento: 2 de junho de 2021 Gravadora: Sony Music Portugal Formatos: Download digital, Streaming    |
| Respeita o Crime                  | Lançamento: 7 de julho de 2022 Gravadora: Sony Music Portugal Formatos: Download digital, Streaming    |
| Gangstanismo                      | Lançamento: 1 de setembro de 2023 Gravadora: Sony Music Portugal Formatos: Download digital, Streaming |